# Marco Milesi
Marco Milesi (Osio Sotto, Província de Bèrgam, 30 de gener de 1970) va ser un ciclista italià, professional des del 1994 al 2006. Un cop retirat, s'ha dedicat a la direcció d'equips.

## Palmarès
- 1988
  - 1r a la Tre Ciclistica Bresciana
- 1990
  - Vencedor de 2 etapes de la Volta a Costa Rica
- 1991
  - Vencedor d'una etapa de la Volta a Xile
- 1992
  - 1r al Gran Premi Capodarco
  - Vencedor d'una etapa de la Volta a Xile
- 1998
  - Vencedor d'una etapa de la Euskal Bizikleta

### Resultats al Tour de França
- 1995. 85è de la classificació general
- 2001. Abandona (12a etapa)
- 2003. No surt (15a etapa)

### Resultats al Giro d'Itàlia
- 1996. 88è de la classificació general
- 1997. Abandona (6a etapa)
- 2000. 117è de la classificació general
- 2005. 124è de la classificació general

### Resultats a la Volta a Espanya
- 1994. Abandona
- 1997. 79è de la classificació general
- 1998. Abandona
- 1999. Abandona
- 2004. 109è de la classificació general